# Новосибирск-Восточный
Новосибирск-Восточный — железнодорожная станция Новосибирского региона Западно-Сибирской железной дороги, расположенная в восточной части города Новосибирска. Названа по своему месторасположению. Расстояние до станции Новосибирск-Главный  около 7 километров. На станции расположена пассажирская остановочная платформа.
Станция по путевому развитию является одной из самых объёмных, по грузовой работе — комплексной. Обслуживает многие предприятия индустриального Дзержинского района Новосибирска , такие промышленные объединения, как НАПО имени Чкалова, НЗХК, ТЭЦ-4 и так далее. У станции существует два грузовых района: один обслуживает промпредприятия, второй — карьер Мочище.
Параллельно железной дороге на данном участке расположена улица Лазарева.

## История
Станция основана в 1927 году. Тогда она называлась Ельцовка. Переименование на произошло в 1960 году.